# 3559 Violaumayer
3559 Violaumayer је астероид главног астероидног појаса са средњом удаљеношћу од Сунца која износи 2,486 астрономских јединица (АЈ).
Апсолутна магнитуда астероида је 13,8.